# عباس مرتضى
عباس علي مرتضى (مواليد 6 شباط 1981) هو سياسي وإداري لبناني، شغل منصب وزير الثقافة والزراعة في حكومة حسان دياب في يناير 2020، وفي 10 أغسطس 2020، استقالت الحكومة، وتولى تصريف الأعمال لحين تشكيل حكومة نجيب ميقاتي الثالثة في 10 سبتمبر 2021.

## النشأة والدراسة
ولد عباس مرتضى في تمنين التحتا بالبقاع، وفيها نشأ وترعرع. حصل في 2007 على شهادة في الحقوق من الجماعة الإسلامية في لبنان. نال الماجيستر 2 في التاريخ من الجامعة الأمريكية في بيروت ثم الماجيستير من الجامعة اللبنانية في 2013. مرتضى متزوج من رولا حمية ولديه ولدان.

## الحياة العملية
يشغل عباس مرتضى منصب المدير العام في أوتيل الخيال وشركة الخيال العقارية بين 2015 و2019. هو عضو في الهيئة الوطنية لحماية نهر الليطاني ولجنة حماية نهر العاصي، ومدير مكتب جمعية إرشاد للتدريب والإرشاد البلدي في البقاع. وقد تولّى وزارتي الثقافة والزراعة خلفًا للوزيرين محمد داوود وحسن اللقيس.

## وزارتي الثقافة والزراعة
أُختير عباس مرتضى وزيرًا للثقافة والزراعة في الحكومة اللبنانية السادسة والسبعون، بترشيح من حركة أمل. وهو في المنصب منذ 21 كانون الثاني 2020. رافق تولّيه حقيبتين انتقادًا كبيرًا من اللبنانيين، بسبب الإختلاف الكبير بين المجالين وعدم تخصصه فيهما.

## استقالة الحكومة
في 10 أغسطس 2020، أعلن حسان دياب استقالة حكومته على خلفية انفجار مرفأ بيروت الذي وقع في 4 أغسطس 2020، على أن تقوم الحكومة بتصريف الأعمال لحين تشكيل حكومة جديدة.